# Johannes Hyrcanus I
Johannes Hyrcanus I, död 104 f.Kr, var regerande kung av Judeen ur mackabéernas ätt (Hasmoneiska dynastin) mellan 134 och 104 f.Kr. 